# Лимес
 Тази статия е за укрепителното съоръжение.  За математическото понятие вижте Граница (математика).  
Лимесът (на латински: limes – „път“, „гранична полоса“ или просто „граница“) е укрепен рубеж, вал, стена с наблюдателни кули, построена по границите на Римската империя, а по-сетне и на Византия.
Лимесът на Римската империя служи за защитно съоръжение и за осъществяване на митнически контрол. През пропускателните пунктове по лимеса се осъществява търговията с „външния варварски свят“.

## Известни лимеси
Примери са Дунавският лимес и лимесите в Мала Азия (обикновено между дербентите на планинските вериги).
Сред най-известните лимеси са също Горногерманският ретийски лимес с дължина от 550 км и Адриановият вал във Великобритания.